# است-خرافت‌دیک
است-خرافت‌دیک (به هلندی: Oost-Graftdijk) یک منطقهٔ مسکونی در هلند است که در آلکمار واقع شده‌است. است-خرافت‌دیک ۲۹۰ نفر جمعیت دارد.